# 와이엇 시낵

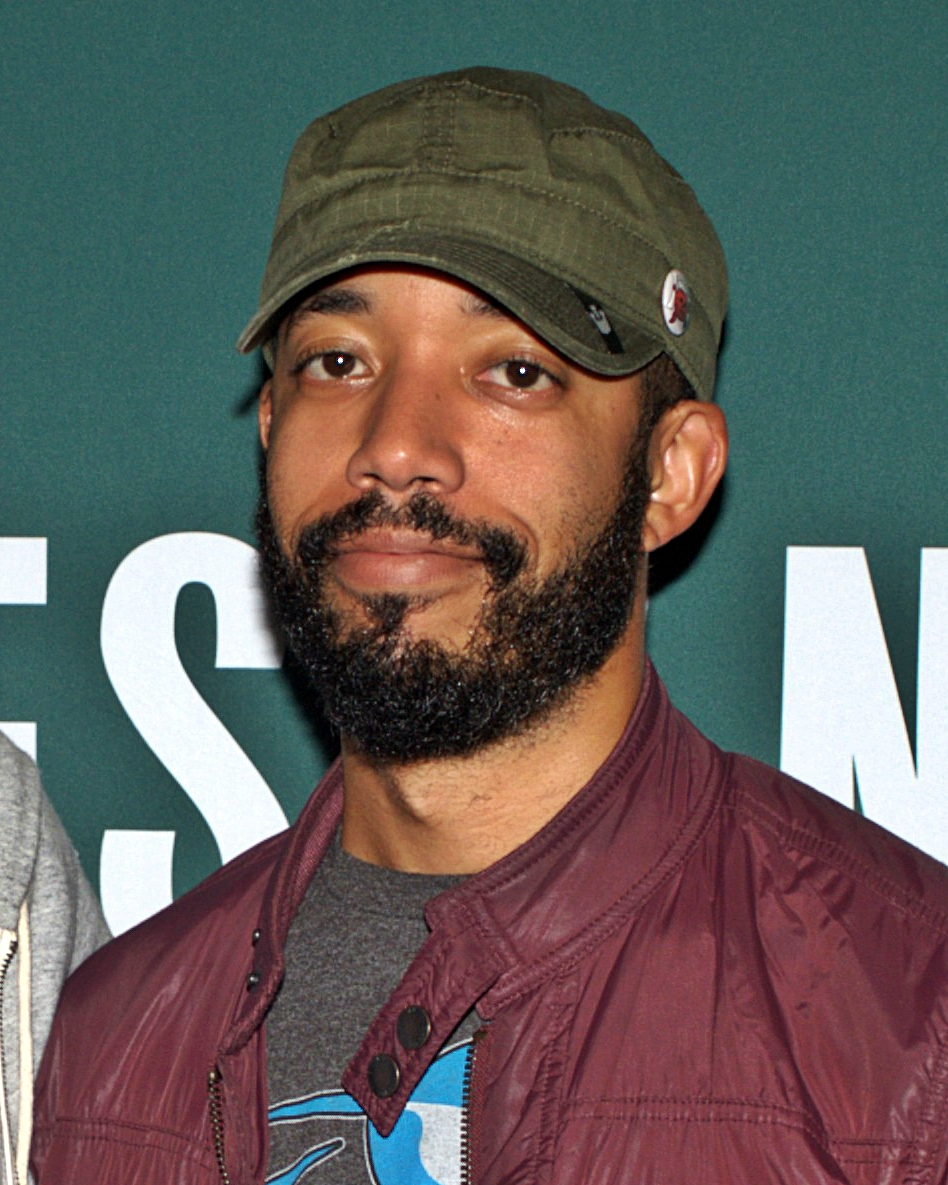

와이엇 시낵(영어: Wyatt Cenac, 1976년 4월 19일 ~ )은 미국의 배우, 성우, 영화 감독이다.
뉴욕에서 태어났다.

## 출연 작품
- 핏츠 앤 스타츠 (2017년)
- 아이 두... 언틸 아이 돈트 (2017년)
- Jacqueline Argentine (2016)
- 굿바이 뉴욕 (2014년) - 건더슨 역
- 더 랠리 투 리스토어 새너티 앤드/오어 피어 (2010년)
- 멜랑콜리의 묘약 (2008년)

### 텔레비전
- 킹 오브 더 힐 (2004-08) - 애니메이션
- 더 데일리 쇼 (2008-12) - 특파원/작가 겸임
- 팬보이 & 첨첨 (2009-14) - 애니메이션
- People of Earth (2016-17)